# 霊言
霊言（れいげん）とは、明確な定義は無いが、主に霊が乗り移ってきて霊媒が話すと称する言葉、霊界と通信して会話したと称する言葉、霊的な啓示を受けて宗教者が話すと称する言葉、またはそれらの現象などを指す語。霊言という用語の意味するところは各宗教団体・宗教者・出版社・翻訳者によって異なり、心霊主義、降霊術、口寄せなどと関連して使われる。

## 歴史
記録では、霊言の語は1920年代から、心霊主義運動家の浅野和三郎の著作や、浅野の関わった研究誌から見られる。1928年に浅野の著した「心霊講座」によると、霊言を便宜上新たに付けた名稱として自らが名付けたものとし、その意味するところについて古来本邦では堅苦しく言うと、天言通、ずっと砕けて口寄せなどと稱するもので、つまり霊媒の人格が変わると同時に、その発声機関が他の人格によりて占領される現象でありますとしている。また、浅野は霊言現象の背後には必ず守護霊が控えているとして、霊言の原理を守護霊に求めている。同書によると、「霊言」の語はtrance medium, or speakerから訳したものであるという。
浅野の興した心霊科学研究会に学んだ心霊研究家・翻訳家の桑原啓善 (1921年 - 2013年) は、アラン・カルデック、シルバー・バーチ、ホワイト・イーグルなどの海外の著名な心霊関係の書籍に「霊言」の語をあてて訳した。

## 霊言の用例
霊言 (浅野和三郎)
浅野和三郎 (1874年 - 1937年) は、日本の心霊主義運動家。英語教官から大本を経て「心霊科学研究会」を設立。欧州で霊媒・交霊会と交流して研究文献を持ち帰り、国内の心霊研究を発展させる。和三郎の妻多慶子は後年、「霊言」を発するようになったとされ、多慶子の口述した『小桜姫物語』 (霊界見聞録) などを和三郎が収録した。詳細は浅野和三郎を参照。

霊言 (アラン・カルデック)
アラン・カルデック (1804年 – 1869年) は、フランスの教育学者・哲学者。霊媒の言葉を検証して多くの書籍にまとめ、スピリティズムの潮流の始祖となった。カルデックの著作は桑原啓善らにより日本語にも訳され、「霊言」の訳語があてられる事がある。詳細はアラン・カルデックを参照。

霊言 (幸福の科学)
幸福の科学は1986年に設立された仏教系の新宗教。創始者の大川隆法が偉人の霊や生霊、守護霊、宇宙人の霊などを自らに降ろして語ると称する言葉や現象が「霊言」とされる。「霊言」は幸福の科学の布教において重要な役割を果たしており、「霊言」の名を冠した著作は1000を数える。

霊言 (シルバー・バーチ)
イギリスの心霊主義専門新聞『サイキック・ニュース』の編集者であり、霊媒でもあるモーリス・バーバネル (1902年 - 1981年) は、「シルバー・バーチ」という名の霊と交信したとされる記録を大量に残した。バーバネルの著作の一部は、桑原啓善により「シルバー・バーチ霊言集」と題して出版された。詳細はモーリス・バーバネルを参照。

霊言 (真如苑)
真如苑は、東京都に本部を置く、1936年に立宗したとされる真言宗系の新宗教。霊能者からの信徒への心身錬磨の助言が「霊言」とされ、また信徒も研鑽により「霊言」を受ける側から与える側になるという。心霊科学者の梅原伸太郎は、真如苑の霊能者を用いる方法は、日本心霊科学協会やその前身に学んでいるとしている。詳細は真如苑#接心と霊位を参照。

霊言 (ホワイト・イーグル)
イギリスの霊媒のグレースはホワイト・イーグルという霊の啓示を受けたとして、1936年にホワイト・イーグル・ロッジという心霊組織を興し、出版活動を行った。グレースらはホワイト・イーグルによるとされる啓示を出版した。出版物は桑原啓善によって訳され、「ホワイト・イーグル霊言集」という邦題で出版された。詳細はホワイト・イーグル・ロッジを参照。

霊言 (モーリス・バーバネル)
シルバーバーチの項に同じ。詳細はモーリス・バーバネルを参照。

## 中国語における霊言
霊言 (キリスト教)
一部のキリスト教会派にて、異言の訳語としてあてられることがある。真イエス教会などで用いられる語。

霊言 (幸福の科学)
幸福の科学で使われる霊言の語は中国語でもそのまま用いられる。

霊言 (ドラマ)
2014年にタイ王国で制作されたオカルトコメディドラマพรายพยากรณ์の中国での題名。